# T'ek'sari Lerrnashght'a
T'ek'sari Lerrnashght'a (armeniska: T’ek’sari Lerrnashght’a) är en bergskedja i Armenien. Den ligger i den sydöstra delen av landet, 90 kilometer sydost om huvudstaden Jerevan.
Trakten runt T'ek'sari Lerrnashght'a består i huvudsak av gräsmarker. Runt T'ek'sari Lerrnashght'a är det ganska glesbefolkat, med 28 invånare per kvadratkilometer.